# Rancho del Mar
Rancho del Mar är en ort i Mexiko.   Den ligger i kommunen Playas de Rosarito och delstaten Baja California, i den nordvästra delen av landet, 2 300 km nordväst om huvudstaden Mexico City. Rancho del Mar ligger 37 meter över havet och antalet invånare är 135.
Terrängen runt Rancho del Mar är platt söderut, men åt nordost är den kuperad. Havet är nära Rancho del Mar åt sydväst. Runt Rancho del Mar är det tätbefolkat, med 913 invånare per kvadratkilometer. Närmaste större samhälle är Tijuana, 13,4 km nordost om Rancho del Mar.